# Muffin

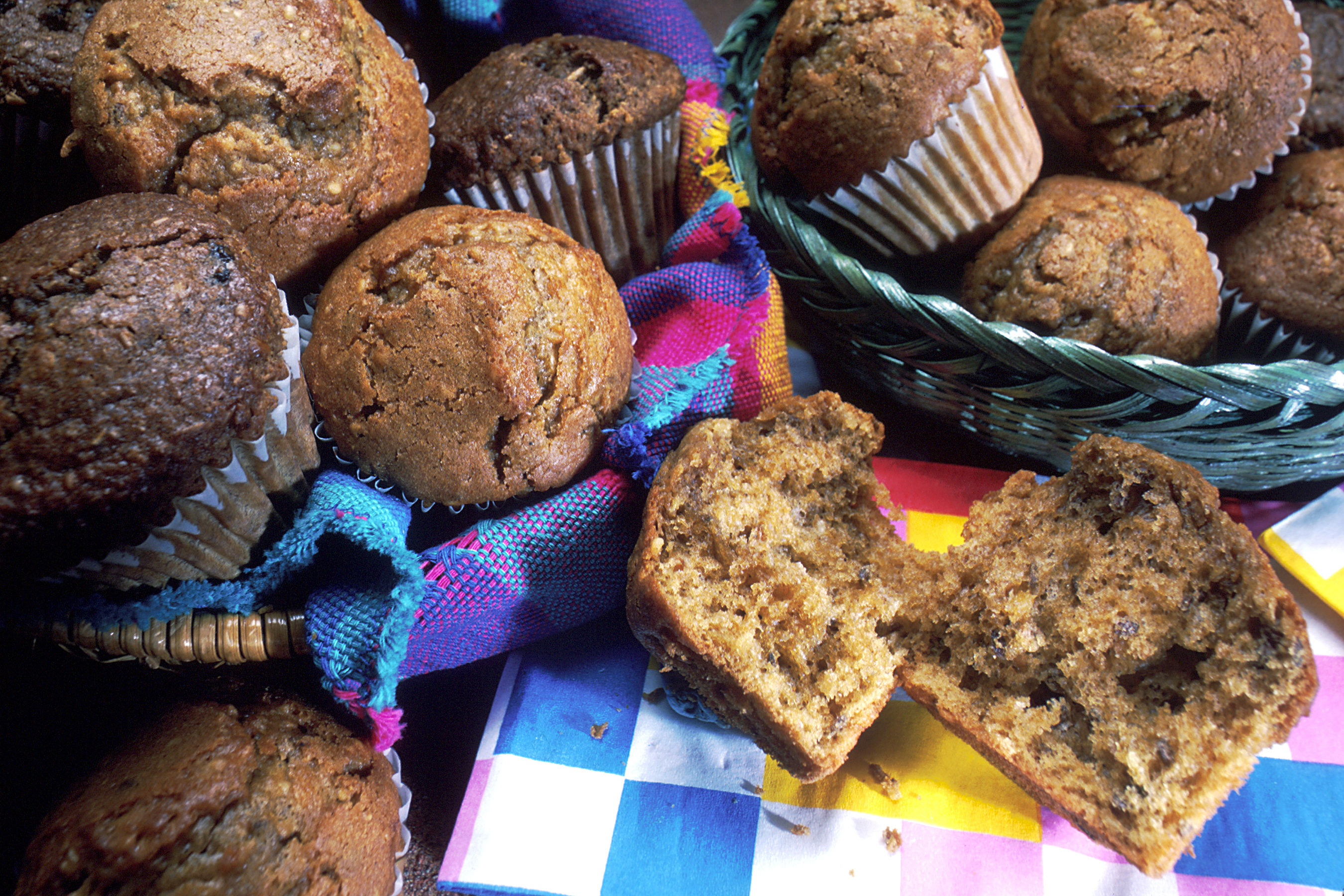
Muffins con chispas de chocolate.

Un muffin, conocido en español como panquecito, panqué, ponqué, cubilete o queque, es un producto de repostería elaborado con pan dulce y otros ingredientes, sobre todo con dulces. Cocinado al horno en moldes al uso, presentan una base cilíndrica y una superficie más ancha, con forma de hongo. La parte de abajo suele estar envuelta con papel especial de repostería o aluminio, y aunque su tamaño puede variar presentan un diámetro inferior al de la palma de la mano de una persona adulta.
El muffin guarda similitudes con la magdalena pero es un alimento distinto, debido a que presenta un sabor menos dulce y tiene otro tipo de elaboración, ingredientes y sabores de toda clase. Se consume habitualmente en el desayuno o merienda.

## Historia
El origen de este alimento se encuentra en Inglaterra, concretamente en Londres, donde existen referencias en recetarios a partir de 1703. Su nombre deriva de la palabra original moofin, cuyo origen puede deberse a una adaptación de la palabra francesa moufflet (pan suave). El pastel se consumía preferiblemente en desayunos o como tentempié y se incluyeron varios sabores como fruta seca o fresca, especias y chocolate.

## Ingredientes
Los muffins son preparados principalmente a base de harina de trigo, huevo, aceite vegetal, leche de vaca, polvos de hornear, esencia (siendo la más usual la vainilla) y azúcar.

## Tipos

### Muffin estadounidense
El muffin presente en la mayoría de los países es un alimento dulce elaborado de forma similar a las magdalenas, aunque con ingredientes distintos. Se realizan en un molde y pueden presentar distintos sabores y relleno de toda clase, tanto dulces como salados. No debe confundirse con un cupcake. Su origen se remonta al siglo XIX, cuando llegó a Estados Unidos a través de pioneros británicos.

### Muffin inglés

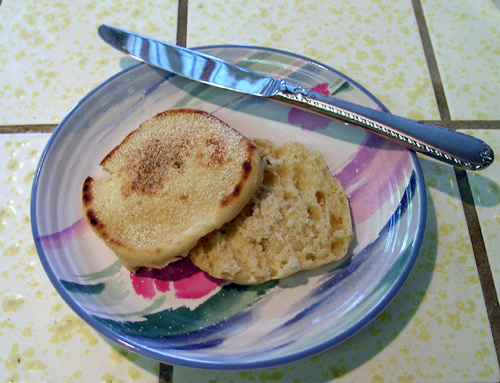
Un muffin inglés.

El muffin inglés suele estar presente en Reino Unido y varios países de la Commonwealth, aunque no es tan corriente en otras cocinas. Es un pan que presenta diferencias sustanciales con el muffin tradicional, este se hace con polvo para hornear y presenta una textura más esponjosa que otros, no utiliza moldes durante su cocción y debe voltearse durante su preparación, aplanando ambos lados y suprimiendo el copete tan común en los muffin tradicionales, puede  consumirse solo o en bocadillos. Su elaboración se realiza cociéndolos en una plancha o comal exponiéndolos al calor por lo que son distintos a los de un muffin tradicional, confundiéndose los términos. El muffin inglés se sirve a la hora del té.

## Envolturas
Las envolturas que se utilizan para cubrir los muffins tradicionales son piezas circulares que pueden estar hechas de papel encerado o aluminio. Los bordes suelen estar doblados de forma ondulada, dándole la forma de una taza; el más común es el realizado con papel. Se conocen como «pirotines» en el Perú, «mantecadas» en México y «capacillos» en Venezuela y Colombia.